# 皮塞克

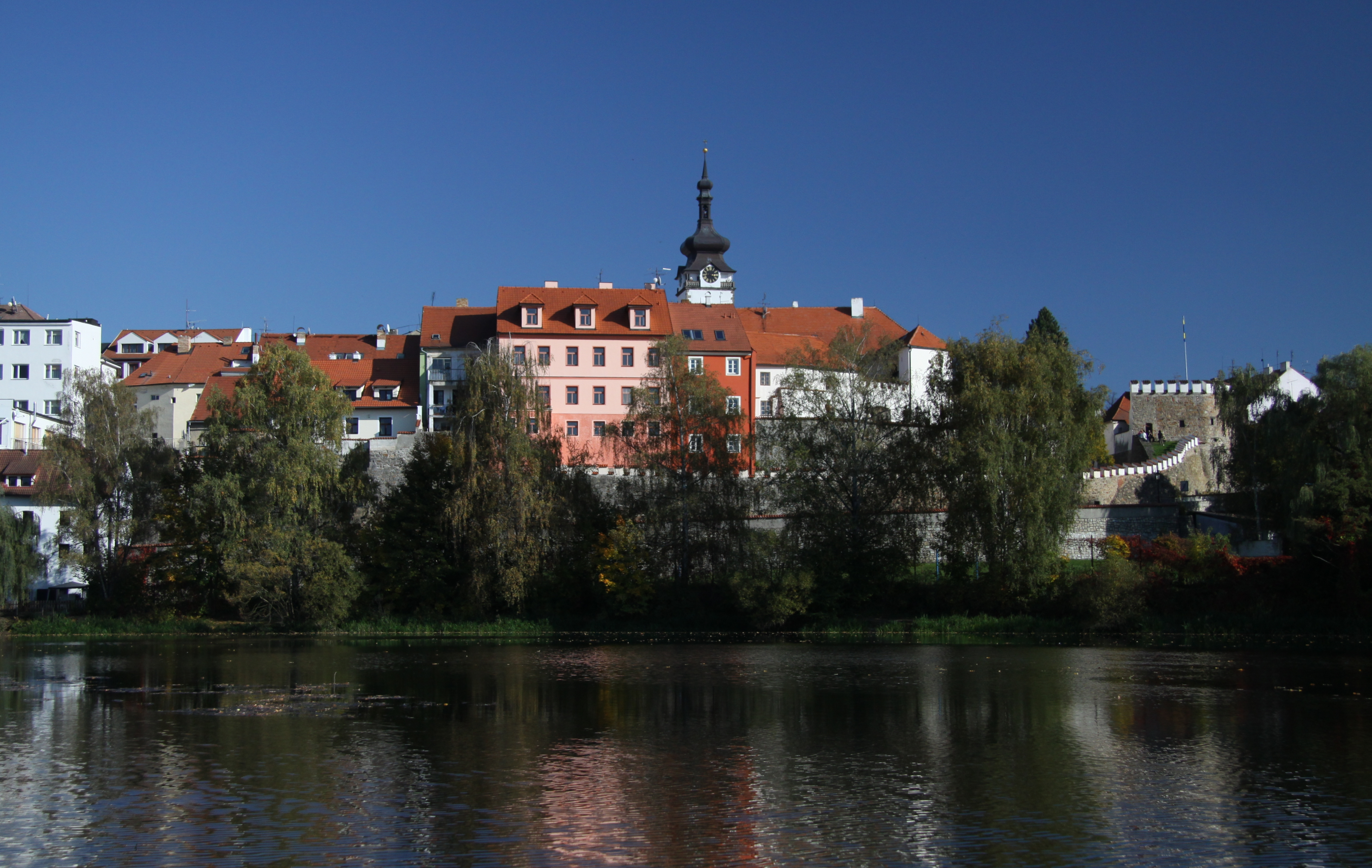

皮塞克（捷克語：Písek）是捷克的城市，位於該國西南部，由南波希米亞州負責管轄，始建於十二世紀，面積63.22平方公里，海拔高度378米，每年降雨量500至550毫米，2005年人口29,801。

## 外部連結
- Official Website （页面存档备份，存于） （英文）/（捷克文）/（德文）
- Písek （页面存档备份，存于） (en)
- Online webcam in the center of Písek （页面存档备份，存于）
- Road map of South Bohemia （页面存档备份，存于）